# Договор о дружбе и сотрудничестве между СССР и Объединённой Арабской Республикой (1971)
 Договор о дружбе и сотрудничестве между Союзом Советских Социалистических Республик и Объединённой Арабской Республикой от 27 мая 1971 года — двусторонний межгосударственный договор, предполагавший тесные политические, экономические и военные отношения между СССР и Египтом на основе близости геополитических интересов и идеологических позиций руководства обеих стран. Подписан в Каире Председателем Президиума Верховного Совета СССР, членом Политбюро ЦК КПСС Николаем Викторовичем Подгорным и Президентом Объединённой Арабской Республики, Председателем Арабского социалистического союза Анваром Мухаммедом ас-Садатом.

## Содержание договора
Договор состоял из 12 статей. Стороны торжественно заявляли, что «между обеими странами и их народами всегда будет существовать нерушимая дружба» (ст. 1), обязались совместно бороться за достижение справедливого и прочного мира на Ближнем Востоке, за разоружение (ст. 3), деколонизацию (ст. 4), развивать тесные экономические (ст. 5) и культурные связи (ст. 6), консультироваться по вопросам внешней политики (ст. 7). Отдельная статья декларировала идеологическую общность СССР и поставившей «своей целью социалистическое переустройство общества» ОАР (ст. 2). Статья 8 гласила, что СССР и Египет будут 
«продолжать развивать сотрудничество в военной области на основе соответствующих соглашений между ними. Такое сотрудничество будет предусматривать, в частности, содействие в обучении военного персонала ОАР, в освоении вооружения и снаряжения, поставляемого в Объединённую Арабскую Республику в целях усиления её способности в деле ликвидации последствий агрессии, так же как в усилении её способности противостоять агрессии вообще».
 Стороны обязались не вступать в направленные друг против друга союзы (ст. 9) и заявили, что их обязательства по действующим международным договорам не находятся в противоречии с положениями Договора (ст. 10).
Договор должен был действовать 15 лет с момента его вступления в силу после ратификации обеими сторонами (то есть до 1 июля 1986 года) и его действие автоматически продлевалось ещё на 5 лет, если ни одна сторона за год до даты истечения не уведомит письменно другую сторону о своём намерении прекратить его действие (ст. 11).

## История договора
Договор о дружбе и сотрудничестве между Союзом Советских Социалистических Республик и Объединённой Арабской Республикой был подписан 27 мая 1971 года в зале дворца Кубба в присутствии вице-президента ОАР Хусейна аль-Шафеи, председателя Национального собрания ОАР Хафеза Бадауи, премьер-министра ОАР Махмуда Фавзи, исполняющего обязанности генерального секретаря Арабского социалистического союза Азиза Сидки, членов египетского правительства и членов советской делегации секретаря ЦК КПСС Б. Н. Пономарёва, члена ЦК КПСС министра иностранных дел СССР А. А. Громыко, члена ЦК КПСС, заместителя министра обороны СССР генерала армии И. Г. Павловского, председателя Государственного комитета Совета Министров СССР по внешнеэкономическим связям С. А. Скачкова, кандидата в члены ЦК КПСС посла СССР в ОАР В. М. Виноградова и др., после двухдневных (26 мая и 27 мая) переговоров руководителей двух стран. Подписание произошло во время визита Н. В. Подгорного в ОАР 25 — 28 мая 1971 года.

### История заключения договора
После смерти в 1970 году президента ОАР Гамаля Абдель Насера и прихода к власти Анвара Садата внутриполитическое положение и внешняя политика Египта стали постепенно меняться. Новый президент стал прилагать разнообразные усилия для того, чтобы изменить в пользу Египта положение в противостоянии с Израилем. С одной стороны, как писал Мухаммед Хасанейн Хейкал, Садат через руководителя разведки Саудовской Аравии Камеля Адхама уведомил США, что прекратит советское присутствие в Египте, если израильские войска приступят к первой фазе эвакуации с Синая, а 7 — 8 января 1971 года телевидение США передало его интервью У.Кронкайту, в котором Садат заявил: «Я не завишу ни от каких советских гарантий». С другой стороны 4 февраля 1971 года Садат передал руководству СССР через посланного в Москву министра внутренних дел ОАР Шаарауи Гомаа послание с призывами усилить помощь ОАР, дать отпор  «бесчестному союзу врагов прогресса, свободы и мира» , то есть Израиля, США и стран Запада. В апреле 1971 года египетская партийно-правительственная делегация ОАР на XXIV съезде КПСС во главе с генеральным секретарём АСС Мохсеном Абу ан-Нуром передала советским руководителям предложение Садата закрепить советско-египетские отношения и заключить большой договор между двумя странами. Конфликт Садата с традиционно ориентировавшимися на СССР деятелями во главе с Али Сабри и его открытые шаги в сторону США вызвали определённое беспокойство в Москве и в советских ведомствах, но состоявшееся 29 апреля заседание Политбюро ЦК КПСС решило не вносить изменений в отношения с Египтом, тесно связанным с СССР в военном и экономическом отношениях.
Пока в Москве и Каире начали согласовывать текст будущего договора, Садат 6 мая 1971 года встретился в Каире с государственным секретарём США Уильямом Роджерсом и в конфиденциальном порядке заверил его в том, что в случае начала отвода израильских войск с Синая советские военные специалисты будут высланы из Египта, а дипломатические отношения с США будут восстановлены.
20 мая Садат выступил в Национальном собрании с речью, которая транслировалась по радио. Он подверг резкой критике позицию США, обвинив их в снабжении Израиля всем необходимым "от хлеба до «Фантомов».  «Я должен сказать вам, представителям народа, что мы никогда не смогли бы продвинуться вперёд по этому пути, если бы не помощь и поддержка нашего честного и искреннего друга — Советского Союза»  — заявил Садат. 25 мая 1971 года советская делегация во главе с Николаем Викторовичем Подгорным вылетела в Каир для заключения договора. Садат устроил формальному главе СССР пышный приём, а газета «Аль-Ахрам» писала в те дни:  «Египетско-советские отношения не плод фантазии, они принимают различные формы и аспекты в соответствии с требованиями каждого этапа. Однако их основа незыблема» . Переговоры не заняли много времени и уже через день договор был подписан.

### Первые оценки договора
Советская и египетская пресса восторженно писали о заключении договора. Корреспондент «Известий» в Каире Л.Корявин писал:  «Я проехал вчера почти через весь город и повсюду слышал слова „Советский союз“. В доках и Гелиополисе, Шубре и Гизе, повсюду в городе люди горячо обсуждали итоги визита…» «Не будет преувеличением сказать, что Каир вчера выглядел праздничным городом. Настроение приподнятости каирцев отразила большая печать египетской столицы, сделав центром своего внимания тему дружбы наших народов» . Египетская «Гумхурия» писала —  «каждый египтянин был счастлив узнать о подписании советско-египетского договора, закрепившего дружественные связи между двумя народами». «Мы, египтяне, навсегда сохраним в глубинах своих сердец благодарность за всё, что сделал для нас наш великий друг — Советский Союз» . В «Ахбар аль-Яум» писали, что договор, это  «символ процветающей дружбы между ОАР и СССР, которой не страшны интриги и махинации западной пропаганды» . Печатные издания разных стран отмечали важность подписания договора. Американская «The New York Times» оценивала договор с иной стороны:  «договор между СССР и ОАР усиливает давление на Израиль и США с тем, чтобы заставить их согласится на египетские требования о полном выводе Израилем своих войск со всех арабских территорий, оккупированных во время войны 1967 года».  Агентство United Press International сообщало, что — «договор окажет психологическое влияние на Ближнем Востоке, поскольку он содержит заверение Советского Союза продолжать военную помощь и поддержку Египта» .

### Ратификация
Египетская сторона приступила к процедуре ратификации договора едва ли не на следующий день после отлёта Подгорного из Каира. Правительство представило Договор для ратификации в Национальное собрание, а 2 июня Садат выступил в собрании с большой речью, в которой заявил: 
«Мы хотели этого договора и подписали его, добавив новые гарантии делу успешного завершения нашей борьбы» (затем Садат подчеркнул важность статьи о военном сотрудничестве). «Наши отношения с Советским Союзом всегда будут оставаться отношениями между двумя честными друзьями. Наш договор с Советским Союзом является решительным ответом на попытки посеять сомнения в отношении политики ОАР. Наша политика остаётся такой, какой она была и раньше. Мы избрали социалистический путь, социалистическое решение и никогда не сойдём с избранного пути».
9 июня 1971 года Комитет Народного собрания по иностранным делам и национальной обороне единодушно одобрил заключение договора, а 13 июня депутаты Народного собрания по докладу председателя комитета по иностранным делам, вопросам обороны и национальной безопасности Юсефа Макади единодушно ратифицировали Договор.

В СССР ещё до начала процедуры ратификации Договор также получил публичную оценку первого лица государства. 11 июня Л.И.Брежнев выступил в Кремле на встрече с избирателями Бауманского избирательного округа Москвы и заявил: 
«Если говорить о событиях самого последнего времени, то  следует, прежде всего, отметить заключение Договора о дружбе и сотрудничестве  с Объединённой Арабской Республикой. В содержании этого договора нашли яркое выражение тесная дружба, обоюдная поддержка и взаимопонимание, которыми отличаются отношения Советской страны с прогрессивным арабским государством. Мы расцениваем этот договор как ещё одно свидетельство растущего сплочения антиимпериалистического фронта народов».
Через неделю, 18 июня в Екатерининском зале Большого Кремлёвского дворца под председательством главы комиссии по иностранным делам Совета Союза, члена Политбюро ЦК КПСС М. А. Суслова прошло совместное заседании комиссий по иностранным делам Совета Союза и Совета Национальностей, обсудивших предложение о ратификации Договора Президиумом Верховного Совета СССР. Выступивший с речью министр иностранных дел СССР А. А. Громыко так оценил значение документа:  «Договор о дружбе и сотрудничестве между СССР и ОАР наносит удар по тем силам, которые хотели бы вбить клин в советско-египетские отношения. Всем нам известно, что эти силы в последнее время пытались представить дело таким образом, что между ОАР и Советским Союзом наметилось какое-то охлаждение. Поэтому не случайно сообщение о подписании договора было болезненно воспринято империалистическими кругам и Тель-Авивом» . Затем, после выступлений депутатов и речи Суслова комиссии рекомендовали Президиуму Верховного Совета ратифицировать договор.
Через десять дней, 28 июня на заседании Президиума Верховного Совета СССР Н. В. Подгорный подписал указ о ратификации договора и ратификационную грамоту.
1 июля 1971 года в Москве был произведён обмен ратификационными грамотами и договор вступил в силу.

### Выполнение обязательств по договору
Уже в те дни, когда в СССР и ОАР шла ратификация договора, а пресса писала о дружбе двух народов, прибывший в Каир Е. М. Примаков вместе с корреспондентом советского радио и телевидения В. Д. Кудрявцевым получили от одного из американских журналистов информацию о том, что Садат попросил американского представителя Бергуса сообщить президенту США Р.Никсону, что договор не станет препятствием для сближения с США.
В июле, после того, как договор вступил в силу, для прояснения ситуации с договором в Каир прибыл глава египетского департамента Госдепартамента США М.Стернер. На его вопрос, изменил ли Договор позицию Садата в отношении его обещаний США, Садат сообщил, что ничего не изменилось. Он подтвердил свои обещания восстановить дипломатические отношения с США после первого этапа отвода израильских войск и выслать из страны советский военный персонал.
Тем не менее, в течение первого года отношения СССР и Египта, который сменил название с Объединённая Арабская Республика на Арабская Республика Египет, активно развивались. Садат посетил СССР в октябре 1971 года, в феврале и апреле 1972 года и заверял Л. И. Брежнева в верности своим обязательствам и курсу на социализм. В свою очередь египетская сторона на всех уровнях требовала от СССР массированных поставок новейших вооружений. Советский резидент КГБ в Каире Вадим Кирпиченко вспоминал:
«Разговоры о поставках современного вооружения велись постоянно, вряд ли хоть одна беседа нашего посла с президентом обходилась без обсуждения вопроса о новейшем оружии. Очень часто посол в ответ на своё: «Добрый день, товарищ президент!» слышал: «Где оружие, посол?».
8 мая 1972 года египетские силы правопорядка обыскали в аэропорту Каира группу советских специалистов и их жён, изъяв у них имевшиеся золотые украшения. После этого в Египте началась кампания обвинений в адрес советских граждан и военных советников, которых обвиняли в вывозе из страны ценностей, а СССР стали открыто обвинять в сговоре с США. Садат заявил на брифинге для редакторов каирских газет: 
«Для меня было ясно, что в Москве две сверхдержавы  договорились, что войны в районе Ближнего Востока быть не должно и для нас не должно быть иной альтернативы, кроме капитуляции».
17 июля 1972 года миссия советских военных в Египте по требованию Садата была завершена. В отношении СССР были выдвинуты официальные обвинения:  «Ограничение видов оружия, которыми снабжается Египет, поддержка сохранения и продолжение положения „ни войны, ни мира“ на Ближнем Востоке и готовность пойти на территориальные уступки за счёт арабских стран для урегулирования ближневосточной проблемы» .
Политические, военное и экономическое сотрудничество двух стран стало сворачиваться, курс президента Садата продолжал меняться. После Октябрьской войны 1973 года Египет полностью переориентировался на США и западные страны, в стране начались рыночные реформы, сошла на нет пропаганда социализма. Заместитель заведующего международным отделом ЦК КПСС Анатолий Черняев записал оценку советской военной помощи и её результатов, данную Л. И. Брежневым после октября 1973 года:
Мы столько лет предлагали им разумный путь. Нет, они хотели повоевать. Пожалуйста, мы дали им технику, новейшую - какой во Вьетнаме не было. Они имели двойное превосходство в танках и авиации, тройное - в артиллерии, а в противовоздушных и противотанковых средствах - абсолютное. И что? Их опять раздолбали... Нет! Мы за них воевать не станем. Народ нас не поймёт....
К концу 1975 года Договор о дружбе и сотрудничестве фактически перестал выполняться.

## Денонсациядоговора
14 марта 1976 года по предложению Садата Народное собрание Арабской Республики Египет приняло решение прекратить действие Договора о дружбе и сотрудничестве с СССР от 27 мая 1971 года. Таким образом, Договор прекратил своё действие за 10 лет и три с половиной месяца до минимального срока окончания его действия. Через день после этого события проследовала официальная реакция руководства СССР — было опубликовано Заявление ТАСС, в котором египетское руководство подвергалось резкой критике и на египетскую сторону возлагалась вся ответственность за последствия денонсации договора. Отношения бывших союзников стали открыто враждебными, советская печать обвиняла Садата в предательстве, а Садат в своих мемуарах, выпущенных в 1978 году (Sadat A. In Search of Identity. An Autobiography. N.Y., 1978 — p. 225), утверждал, что СССР навязал ему заключение договора, чтобы «стабилизировать свои отношения с Каиром» после смещения группировки Али Сабри в мае 1971 года.
Вместе с тем СССР продолжил выполнение своих обязательств по многочисленным межправительственным соглашениям: так, в том же 1978 году, через два года после денонсации договора, с помощью советских специалистов были введены в эксплуатацию хлопкопрядильная фабрика в Дамиетте, новые мощности металлургического комбината в Хелуане и теплоэлектростанции в Суэце.